# Villejuif
Villejuif è un comune francese di 56.585 abitanti situato nel dipartimento della Valle della Marna nella regione dell'Île-de-France.

## Geografia fisica
Villejuif si trova nella zona nord-ovest del dipartimento di Valle della Marna, a circa 8 km dal centro di Parigi (cattedrale di Notre-Dame) e il suo punto più settentrionale si trova a 1,5 km dalla Porte d'Italie.
Il territorio comunale si estende per 534 ettari, ovvero con circa 2 chilometri da est a ovest e 3 km da nord a sud rispetto al centro cittadino. I comuni confinanti sono, in senso antiorario, Le Kremlin-Bicêtre a nord, Arcueil a nord-ovest, Cachan a ovest, L'Haÿ-les-Roses nel sud-ovest, Chevilly-Larue e Vitry-sur-Seine a sud-est e infine Ivry-sur-Seine a nord-est. 

### Territorio
Villejuif si trova all'estremo nord dell'altopiano d'Hurepoix, in parte indicato come altopiano di Longboyau, tra le valli dei fiumi Senna e Bièvre. La maggior parte della città, chiamata Villejuif Alta (le Haut-Villejuif), si trova sull'altopiano, mentre la Villejuif Bassa (Bas-Villejuif) si trova sulle colline orientali e occidentali.

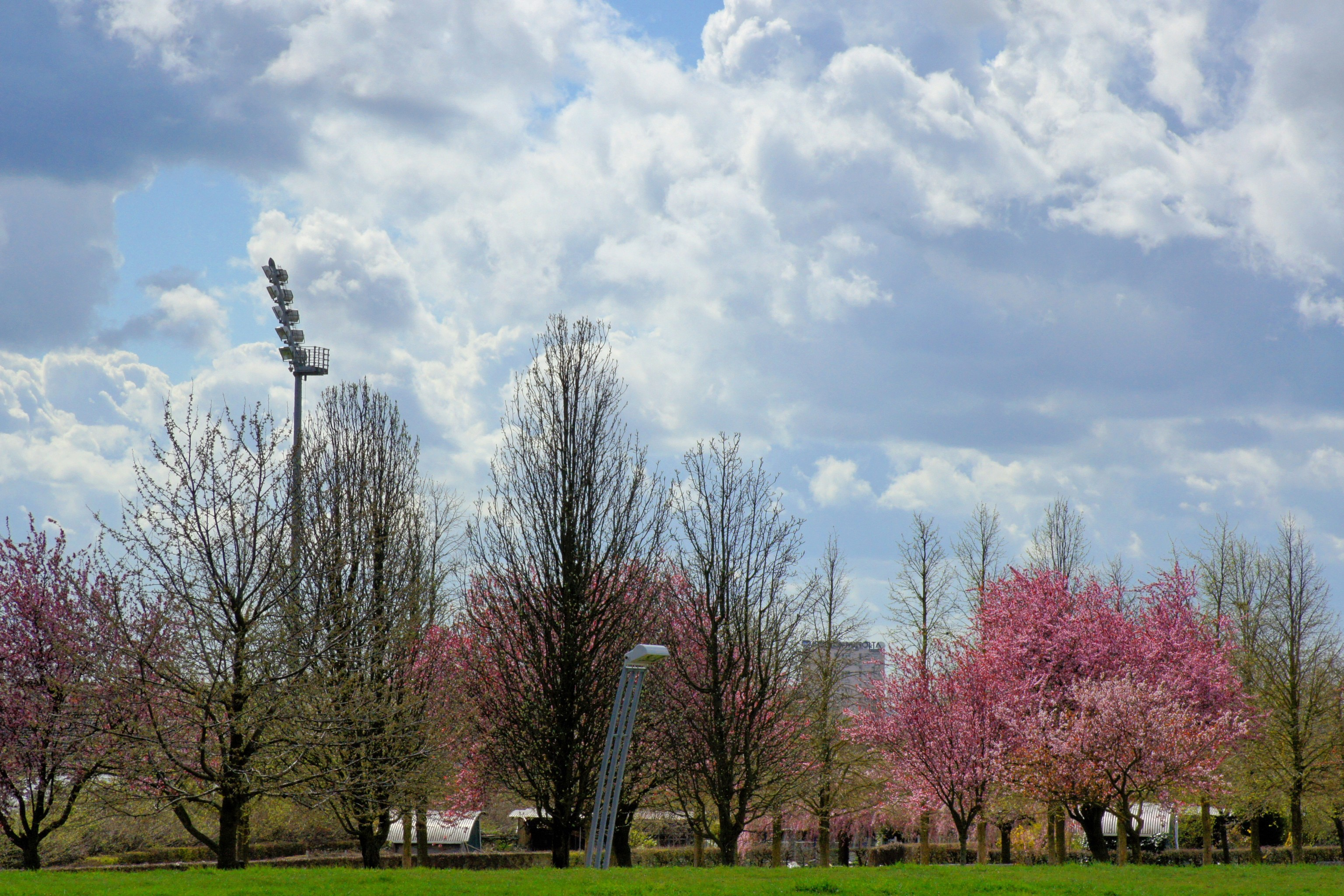
Parc départemental des Hautes-Bruyères

Il punto più alto di Villejuif si trova nei pressi di una ridotta militare all'interno nel parco dipartimentale delle Alte Lande (Parc départemental des Hautes-Bruyères) a un'altitudine di 120 metri: tale punto è anche il punto più alto della Valle della Marna. Il punto più basso della città si trova invece nella parte nord-est in rue Vérollot, al confine tra Le Kremlin-Bicêtre e Ivry. Dalla sua altitudine, Villejuif domina sulle vicine città di Ivry e Vitry (a est) e Arcueil e Cachan (a ovest).
Il suolo dell'altopiano dove sorge Villejuif è composto da uno strato calcareo di marna (pietra molare della Brie), su cui si trova un sottile strato di argilla che contiene un'alta proporzione di sabbia; tale strato aumenta fino a 10 metri sulle Hautes-Bruyères, laddove è stato sfruttato dalle cave di estrazione fino al XX secolo.
L'erosione delle colline di Villejuif lungo le valli della Senna e del Bièvre, avvenuta durante il quaternario, rese accessibile lo strato della marna calcarea, che ne permise lo sfruttamento per l'estrazione di gesso dal XVIII secolo e la fondazione di fabbriche di mattoni nel XIX e XX secolo.

### Clima
Il clima di Villejuif è quella tipico della zona dell'Île-de-France. Si tratta di un clima oceanico degradato caratterizzato da una bassa escursione termica e una piovosità relativamente intensa. La temperatura è superiore in media uno o due gradi rispetto alle zone rurali della Île-de-France e in particolare della Valle della Marna meridionale. Le precipitazioni medie si attestano su una media di 640 mm di pioggia e 111 giorni all'anno. Il mese più freddo dell'anno è gennaio con una temperatura media di 4,1 °C, mentre il mese più caldo è luglio, con 19,5 °C. La temperatura media supera i 25 °C per 37 giorni all'anno, di cui 6 giorni oltre i 30 °C. La durata media annuale dell'insolazione è 1.798 ore.

## Origini del nome
Il nome della città compare per la prima volta in una bolla di papa Callisto II datato 27 novembre 1119 come Villa Judea, così come in molte altre bolle di tutto il XII secolo, anche se con grafie leggermente diverse (villis Jude o ville Judei), mentre nel XIII secolo compare, con diversa ortografia, come Villa Jullitoe o Villa Julite.
Esistono diverse ricostruzioni sull'origine del toponimo: la più probabile è una distorsione del nome del proprietario di una villa gallo-romana qui situata, chiamato Juvius o Juveus: tale ipotesi è rafforzata dal fatto che "Villa Giudea" venne trascritta per lungo tempo come Villejuifve e dal ritrovamento di resti di insediamenti gallo-romani.
Un'altra ipotesi, prevalente per lungo tempo, è che il nome sia una deformazione di Ville Julyve, in onore di Santa Giulitta, a cui è intitolata la chiesa parrocchiale di Saint-Cyr-Sainte-Julitte. In questo caso, il toponimo deriverebbe dalla confusione tra Villa Judea e Villa Julittoe operata dai monaci addetti alla trascrizione dei manoscritti conservati a Notre-Dame, come dimostra il fatto che questa grafia compare per solo un secolo.
Appare più credibile l'altra ipotesi che Villejuif sia in realtà derivata da Villegie, a sua volta derivata da villa Gesedis. Vi è infatti menzione nelle cronache di Flodoardo di Reims di un villaggio chiamato Gesedis nel X secolo, e il nome Villegie venne utilizzato più volte nel XII secolo per indicare Villejuif.
La spiegazione che Villejuif designasse una "città degli ebrei" (in lingua francese, juif significa "ebreo") è altresì considerata plausibile oggigiorno: secondo gli studi seicenteschi di Louis Moréri la città fu fondata da ebrei espulsi da Parigi. Tuttavia, questo non spiegherebbe la grafia latina di Villa Judea: la città, fondata nell'XI secolo, si sarebbe dovuta chiamare "Villes-aux-Juifs", ma ciò non è presente in alcun documento o cronaca dell'epoca.

## Storia

### Preistoria

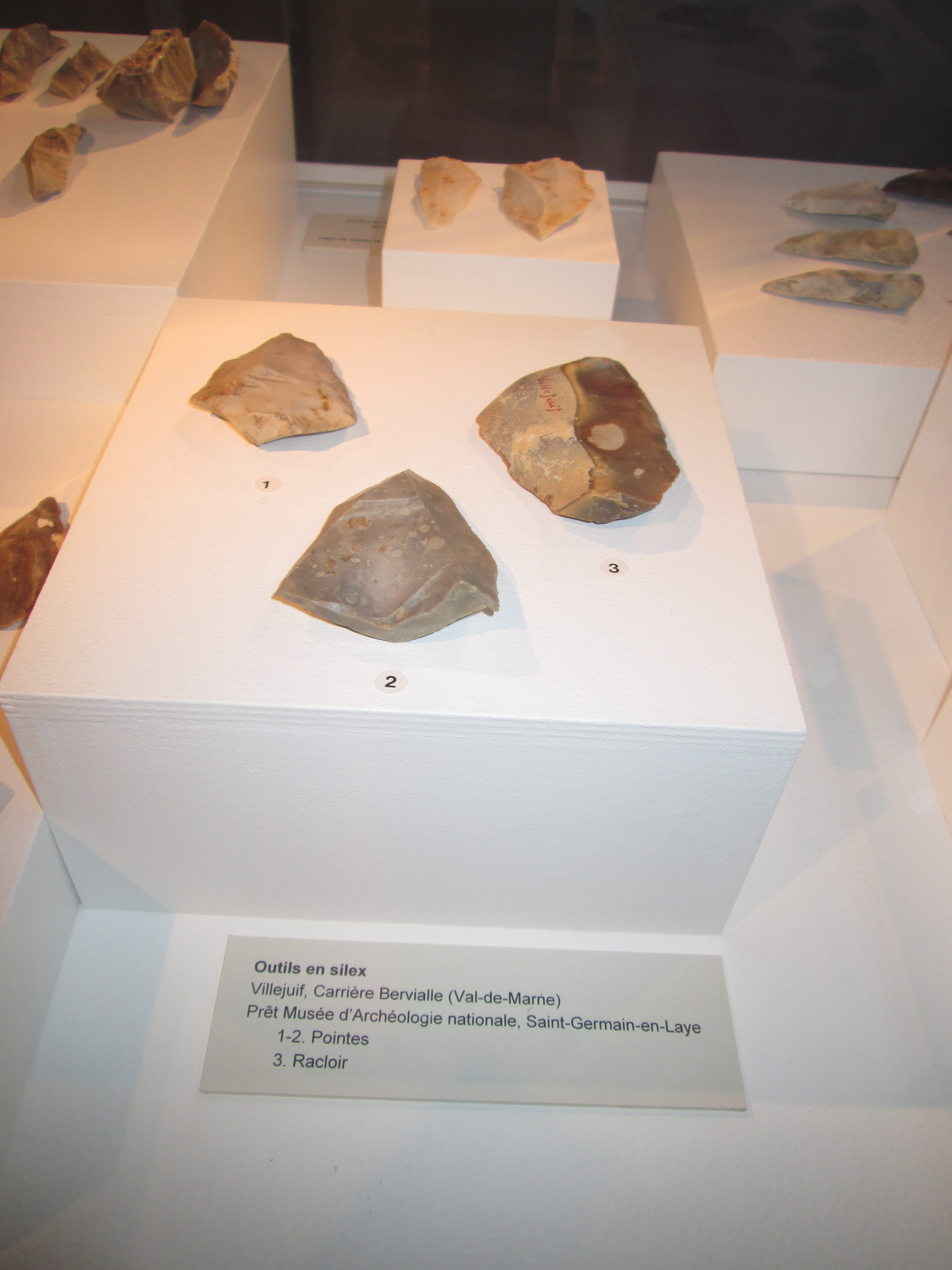
Reperti paleolitici ritrovati a Villejuif

Gli archeologi A. Laville e R. Mansuy scoprirono nel 1896 l'esistenza di un sito preistorico nel luogo in cui oggi si trova il parco regionale delle Hautes-Bruyeres, a sud-est della città, con numerosi pozzi contenenti molti oggetti di selce del Neolitico, come strumenti (trapani, raschiatoi e lame) e armi (asce, punte di freccia). Il ritrovamento di una piccola lama di bronzo permise di datare il sito della fine dell'età della pietra, nell'epoca in cui il bronzo era ancora raro e solo in casi eccezionali sostituiva gli strumenti di pietra.
Ricerche successive, compresi quelle condotti da François Bordes e Georges Bailloud, resero possibile datare la creazione del villaggio delle Alte Lande al 4.000 a.C. circa, quando la zona di caccia circostante era costituita da un terreno quasi completamente allagato e gli abitanti sedentarie vivevano allora di agricoltura e allevamento.
A partire dagli anni 1930 furono scoperti nelle cave Bervialle I e II alcuni depositi di pietre scolpite nel periodo Musteriano.
All'interno del parco regionale è stato aperto uno spazio espositivo archeologico, gestito dal laboratorio dipartimentale di archeologia della Valle della Marna.

### Epoca gallo-romana e altomedievale
La storia antica e medievale di Villejuif in antichità e le Medioevo è ancora poco conosciuta, anche se si suppone la presenza di una villa romana appartenuta a un certo Juvius o Juveus. Il 20 novembre 1909, duranti i lavori per la costruzione delle tubature del gas, vennero scoperti due muri ed elementi di una strada, che negli anni 1980-1981, vennero datati all'epoca romana.
Nel 1997, nel centro storico di Villejuif furono riportati alla luce altri resti del periodo gallo-romano, tra cui un edificio antico o merovingio di prestigio. Quello di rue Georges-Le-Bigot era probabilmente un insediamento antico-altomedievale, con la continuità di occupazione del sito e riutilizzo di strutture di epoca gallo-romana durante il periodo carolingio. Altri scavi, effettuati in rues Romain-Rolland e rue du Colonel-Marchandil, hanno individuato la probabile presenza di un antico palazzo.

### Età medievale e moderna
La parrocchia di Villejuif fu probabilmente fondata nel IX secolo, alla fine del periodo carolingio, come testimoniato sia dai cartulari dell'inizio del secondo millennio sia dall'intitolazione della chiesa di Villejuif a Saint-Cyr-Sainte-Julitte, il cui culto si diffuse appunto in epoca carolingia. All'epoca le terre erano principalmente di proprietà principalmente delle istituzioni religiose (come il capitolo di Notre-Dame a Parigi e di San Pietro a Jumièges), che attraverso i propri servi della gleba vi coltivavano vigneti sulle colline a est e campi di grano sull'altopiano.

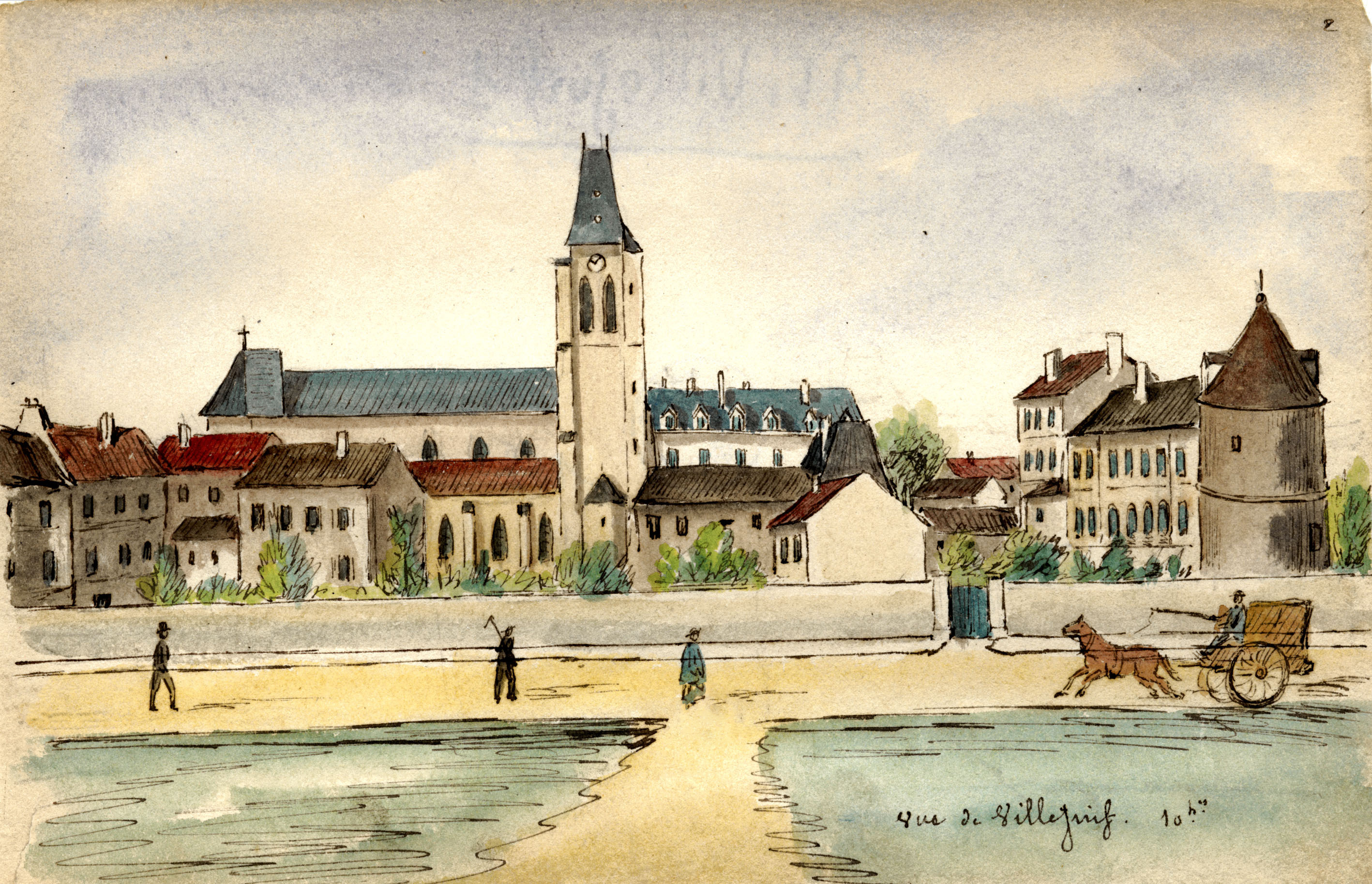
Albert Capaul, Villejuif (acquerello, 1880)

Con l'aumento degli affrancamenti, a partire dal XIII vi fu un aumento della popolazione e venne edificata una chiesa sul sito dell'attuale chiesa di Saint-Cyr-Sainte-Julitte. I borghesi parigini acquistarono parte della terra, che venne affittata agli abitanti dei villaggi; anche i nobili di toga acquisirono terreni.
Il villaggio venne parzialmente distrutto e la chiesa bruciata durante la guerra dei cent'anni. Nel XVI secolo vi fu una ripresa dello sviluppo: la chiesa viene ricostruita, diversi edifici appaiono lungo la strada reale (attuale rue Jean-Jaurès), viene aperta una scuola e si insediano gli artigiani. Gli ordini religiosi iniziarono a vendere la loro terra, mentre i signori ampliarono i loro domini. Il seminario di San Nicola di Chardonnet edificò la sua casa di riposo (l'attuale municipio), accanto alla chiesa, includendo metà della terra di Villejuif.
L'espansione di Villejuif continuò nel XVII e XVIII secolo lungo la via maestra, con l'insediamento di altri commercianti e una popolazione di 270 famiglie. Il paese rimase in gran parte composto da poveri contadini che prendevano in affitto la terra, mentre gli locatari vietavano l'allevamento del bestiame. In questo periodo iniziò anche l'estrazione del gesso a Monsivry, nel nord-ovest di Villejuif, che fu un'attività economica importante nella città fino al XX secolo.

### Dopo la rivoluzione francese

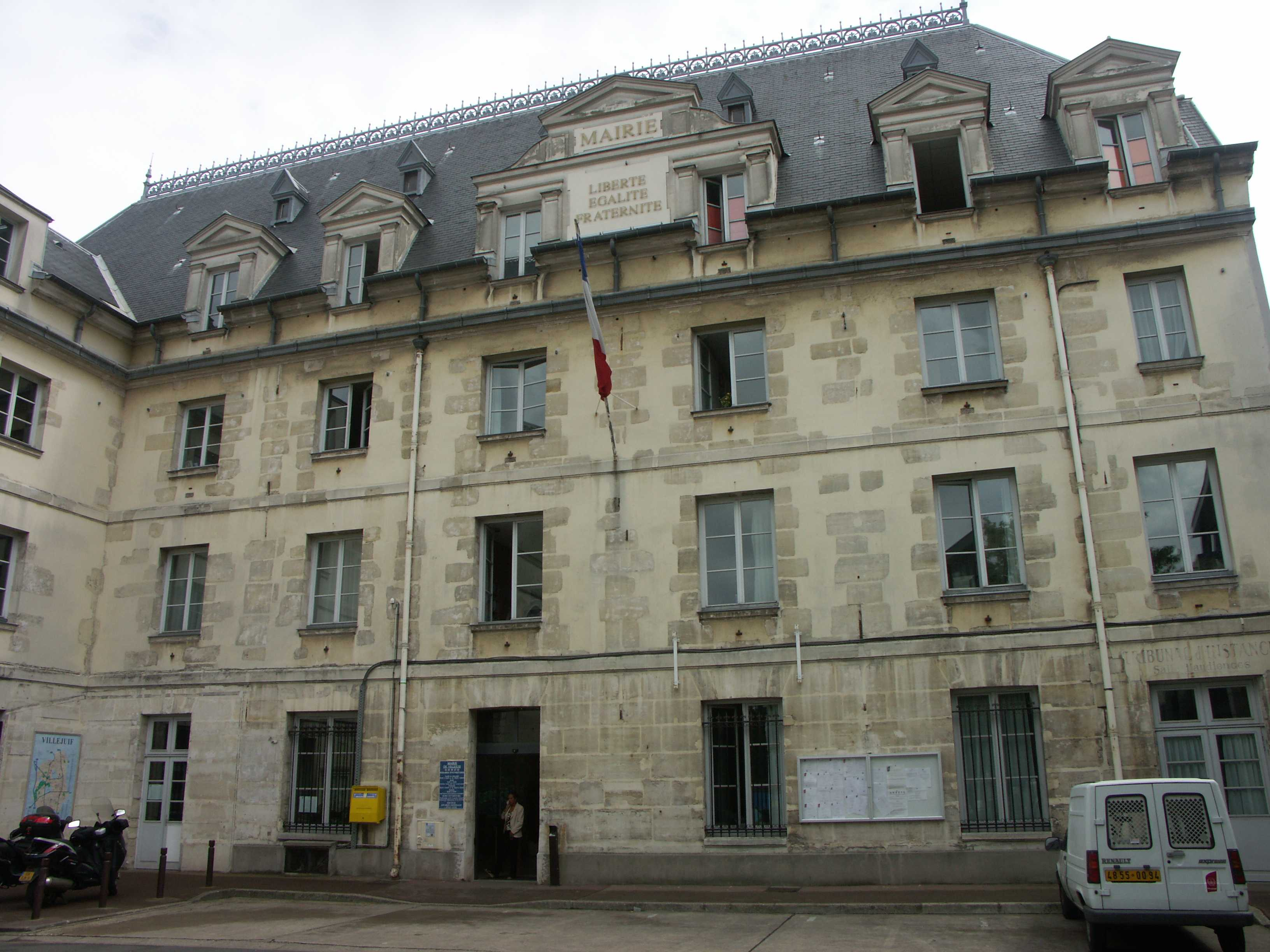
Municipio di Villejuif

Dopo la rivoluzione francese, con il primo sindaco Charles Radot nel 1790, le proprietà fondiarie vennero abolite, anche se le più grandi proprietà scomparvero solo nel corso del XIX secolo. L'economia locale (gestita dalle famiglie Godefroy, Fleury e Labbé) era basata sul grano e sull'estrazione del gesso, successivamente sul vivaismo. La coltivazione della vite, a partire dalla fine del XVIII secolo, ha svolto invece solo un ruolo minore.
Dal 1790 al 1795 Villejuif fu una borgata (canton) del distretto di Bourg de l'Égalité (Borgo dell'Uguaglianza), oggi Bourg-la-Reine.
Dopo le battaglie del 1870-1871 della guerra franco-prussiana che devastarono la città (la ridotta del mulino di Saquet detenuto dai comunardi cadde a tradimento nelle mani delle truppe di Versailles nella notte tra il 3 e 4 maggio 1871) l'economia rurale di Villejuif iniziò a perdere terreno con l'edificazione del manicomio nel 1890 (Villejuif ospita altri due ospedali: il Paul Brousse del 1913 e l'Institut Gustave Roussy).

### Età contemporanea

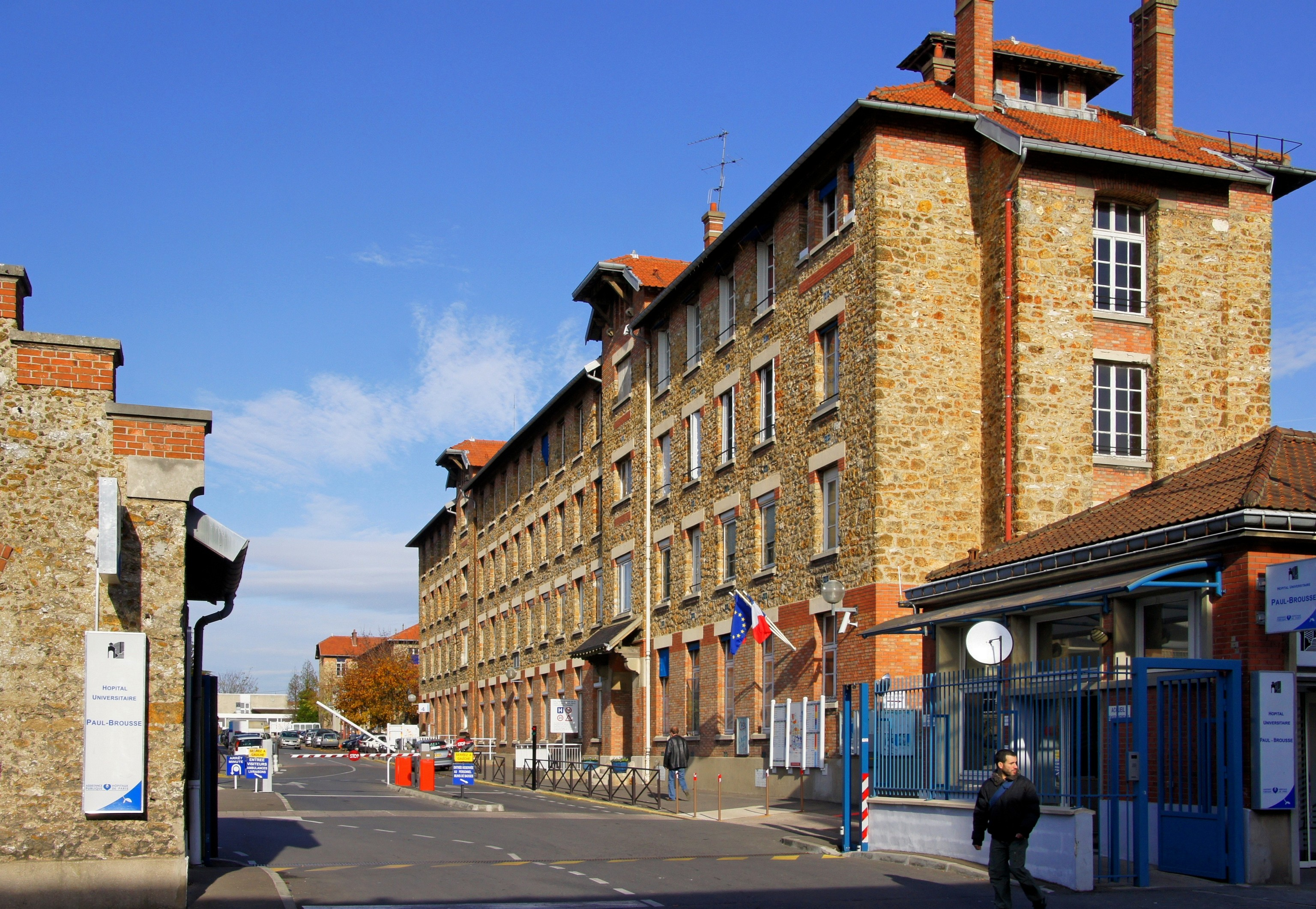
Ospedale Paul-Brousse

Le prime lottizzazioni abitative della Villejuif bassa (Rue de la Pompe) vennero assegnate alla fine del XIX secolo, mentre l'insediamento di Saint-Roman risale a prima del 1914. Infine, tra le due guerre mondiali, venne a crearsi sull'altopiano una bella zona residenziale abitata soprattutto da operai, ferrovieri, tranvieri, impiegati delle poste, elettricisti e operai del gas. Tale sviluppo urbanistico iniziò sotto l'amministrazione radicale di Reulos (1883-1904), proseguito empiricamente da Destauret (1908-1925), divenendo sistematico nel 1925 con le amministrazioni comuniste di Guillemin, Cantini, Paul Vaillant-Couturier (1929-1937), Le Bigot, Louis Dolly, Pierre-Yves Cosnier, Claudine Cordillot, che si sono succedute per non meno di ottanta anni.
Questa specificità della politica locale della città spiega la partecipazione di molti villejuifois alla resistenza 1941-1945 (durante la quale vi furono dieci fucilati) e alla militanza comunista. 
Le amministrazioni a maggioranza comunista riuscirono a ritardare la de-industrializzazione e limitare la disoccupazione, ma alla fine dovettero cedere il passo nel 2014, quando i quartieri operai di Lozaits (costruito nel 1960-1965) e dell'Hautes-Bruyeres (oggi parco dipartimentale), delle aree residenziali e di altre zone commerciali come l'Epi d'Or, divennero molto più diversificate socialmente. Al giorno d'oggi l'urbanizzazione del territorio è completa, nel senso che tutto la superficie del comune è edificata.
Nel 2015 la città di Villejuif è stata vittima del terrorismo islamista, con l'esplosione di un'automobile durante gli attentati del gennaio 2015, l'arresto in aprile di uno studente che aveva intenzione di commettere attentati nelle chiese di Saint-Cyr-Sainte-Julitte e Santa Teresa e l'incendio del municipio durante gli attentati del 13 novembre e di altre zone.

## Monumenti e luoghi d'interesse

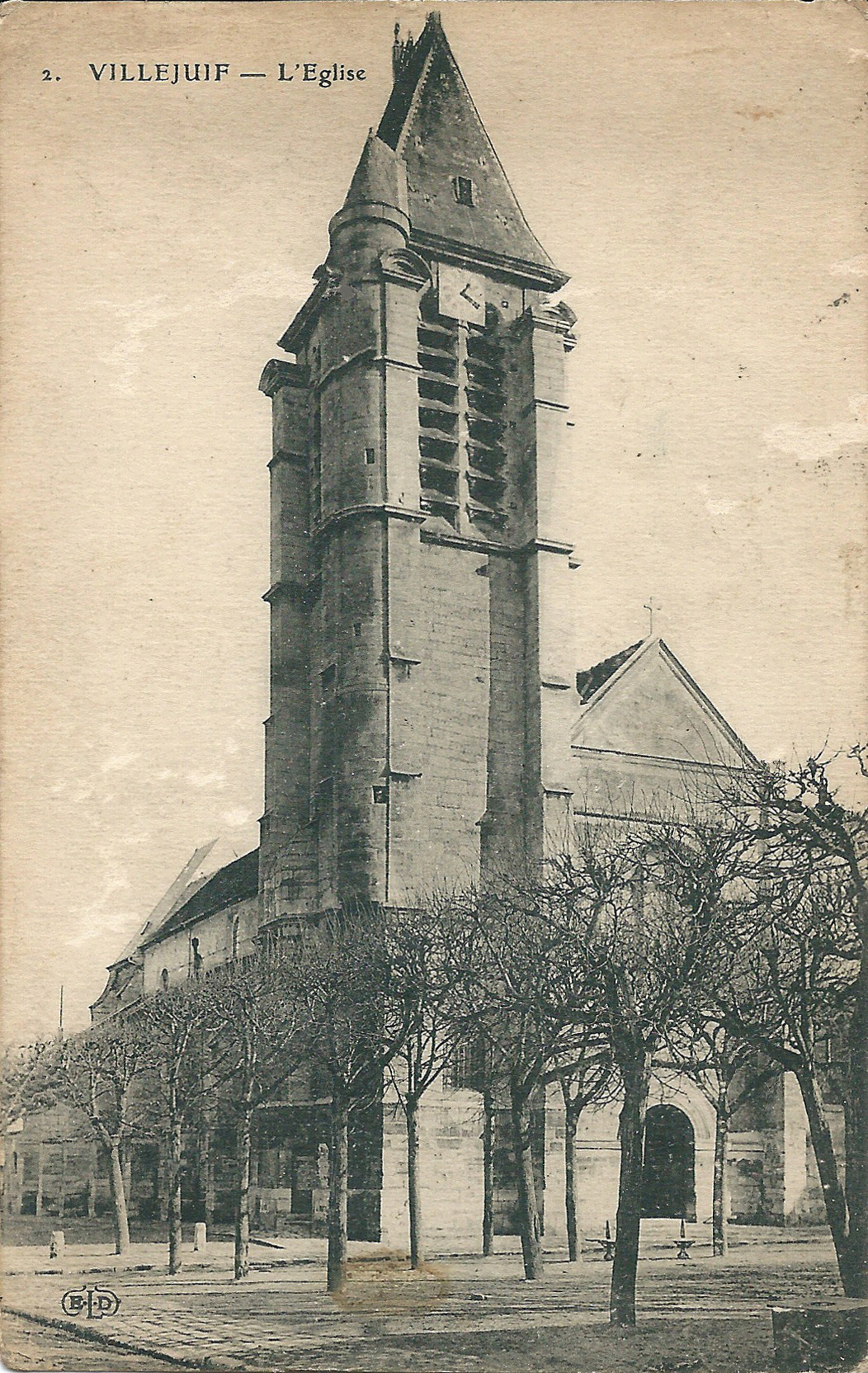
Chiesa dei santi Quirico e Giulitta nel 1926

La città di Villejuif dispone di un ricco patrimonio edilizio e alcuni palazzi sono iscritti e classificati come monumenti storici nazionali.
- La chiesa dei Santi Quirico e Giulitta, originariamente edificata nel XIII secolo, venne ricostruita nel XV e XVI secolo. Un passaggio aereo la collega con l'edificio che oggi ospita il municipio
- La piramide Cassini è una colonna geodesica fatta realizzare, insieme a un'identica colonna a Juvisy-sur-Orge, nel 1742 dall'astronomo Jacques Cassini per studiare il meridiano di Parigi e realizzare la carta dell'Académie
- La casa della Capitaneria di caccia, costruita nel 1762 per Jacques Alexandre Gautier de Vinfrais, primo tenente della gendarmeria militare di Villejuif e guardiacaccia di Varenne du Louvre. L'edificio fu residenza del deputato Thomas de Treil de Pardailhan durante la rivoluzione francese e nel 1996 è stato iscritto nel patrimonio nazionale francese
- Il complesso scolastico Karl Marx, costruito tra il 1931 e il 1933 da André Lurçat su commissione dell'amministrazione comunista di Paul Vaillant-Couturier, è un simbolo della politica comunista francese grazie alla struttura moderna e l'integrazione con il vicino stadio, palestra e viabilità. Realizzato in cemento armato, vetro e ferro in stile Bauhaus, è stato iscritto nel 1975 e poi classificato nel 1996 come monumento storico. Parziale riconoscimento è stato ottenuto anche dallo stadio e dalla palestra omonimi

## Società

### Evoluzione demografica
Abitanti censiti

## Cultura

### Istruzione

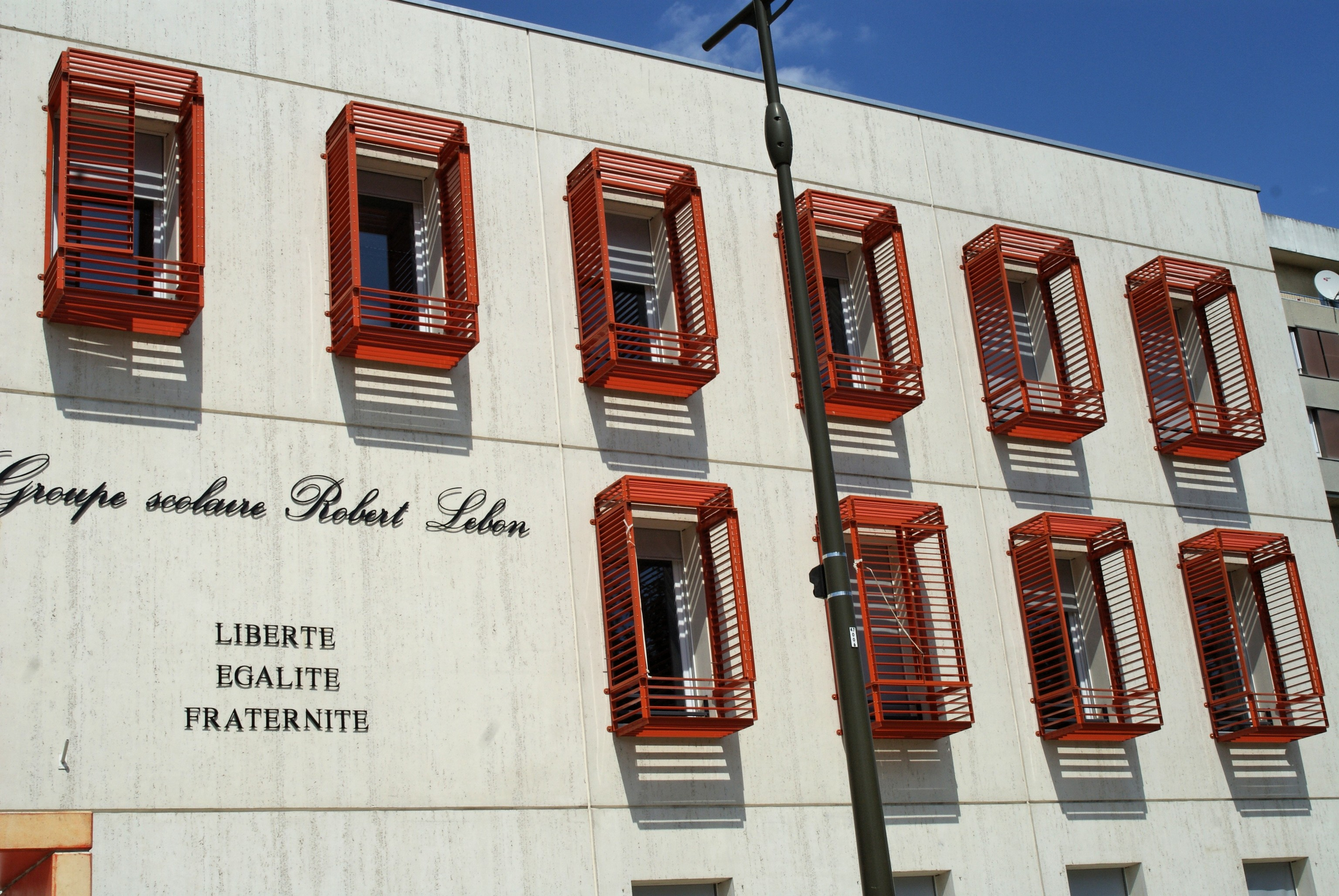
Scuola "Robert-Lebon"

- École pour l'informatique et les techniques avancées
- Sup'Biotech

## Infrastrutture e trasporti

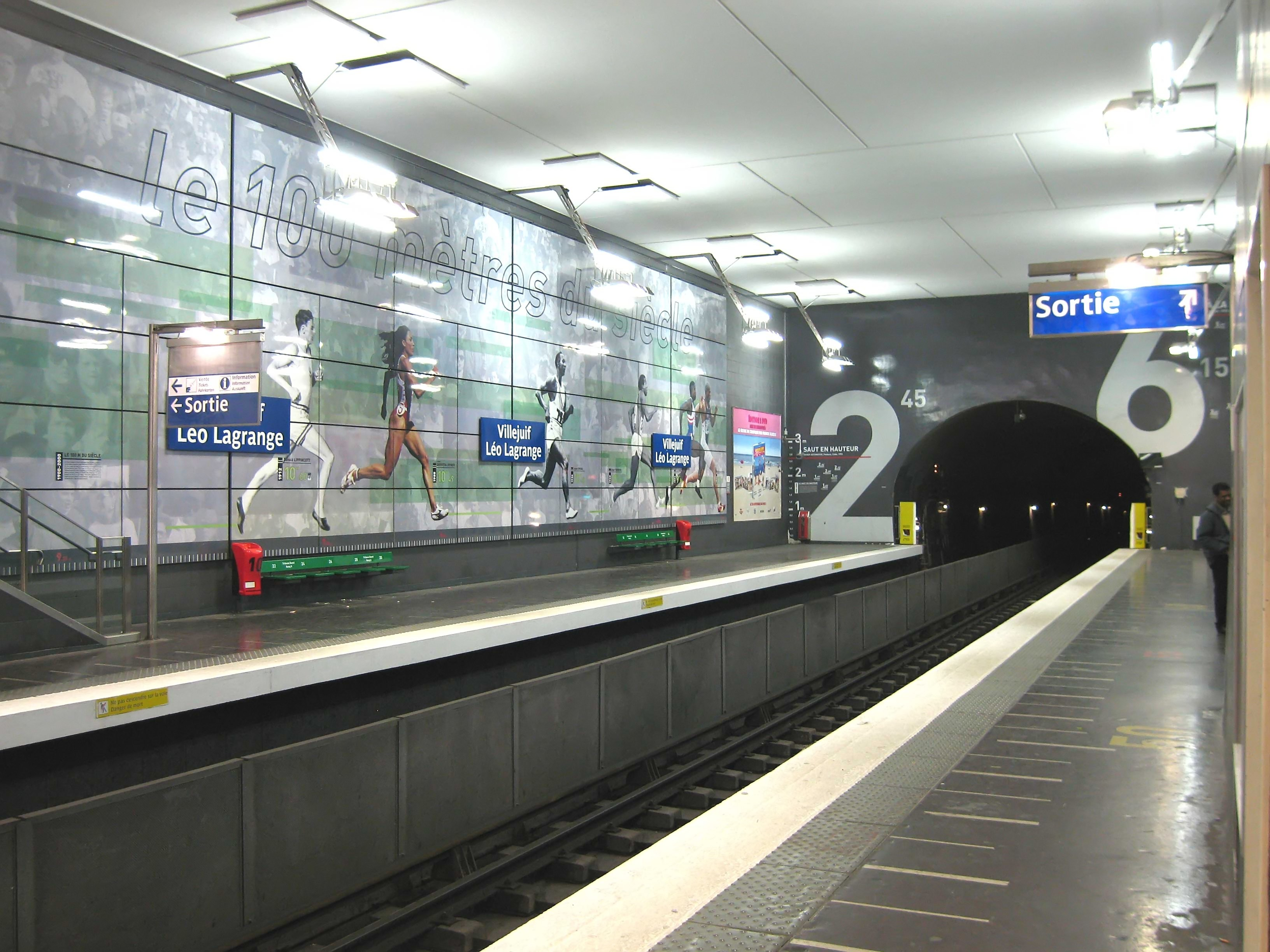
Stazione di Villejuif-Léo Lagrange

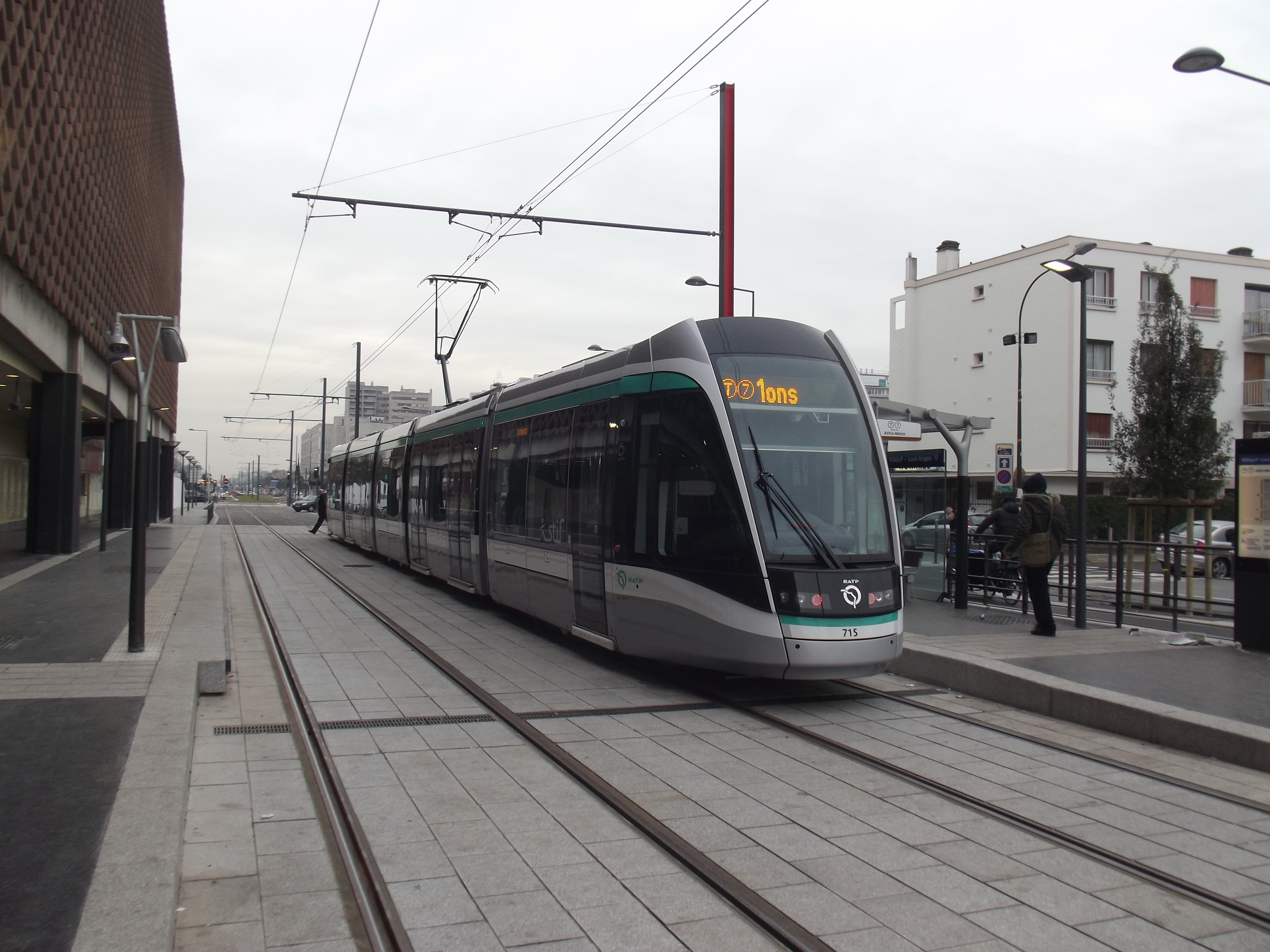
Terminal tranviario di Villejuif

Villejuif è attraversata fin dalla sua fondazione dall'attuale strada nazionale 7 (RN 7), in passato chiamata strada reale e poi strada di Fontainebleau. 
Lungo questo importante asse viario si trovano tre stazioni della linea 7 della metropolitana di Parigi:
- Villejuif - Léo Lagrange
- Villejuif - Paul Vaillant-Couturier
- Villejuif - Louis Aragon

È in progetto il prolungamento della linea 14.
Nel 2013 è stata inaugurata la linea T7 della rete tranviaria dell'Île-de-France, che collega Villejuif con Athis-Mons, passando per l'aeroporto di Orly.
Al confine con Cachan è posta l'autostrada A6.

## Amministrazione
| Periodo | Periodo | Primo cittadino         | Partito                          | Carica  | Note |
| ------- | ------- | ----------------------- | -------------------------------- | ------- | ---- |
| 1925    | 1926    | Xavier Guillemin        | Partito Comunista Francese       | Sindaco |      |
| 1926    | 1929    | Gaston Cantini          | Partito Comunista Francese       | Sindaco |      |
| 1929    | 1937    | Paul Vaillant-Couturier | Partito Comunista Francese       | Sindaco |      |
| 1945    | 1977    | Louis Dolly             | Partito Comunista Francese       | Sindaco |      |
| 1977    | 1999    | Pierre-Yves Cosnier     | Partito Comunista Francese       | Sindaco |      |
| 1999    | 2014    | Claudine Cordillot      | Partito Comunista Francese       | Sindaco |      |
| 2014    | oggi    | Franck Le Bohellec      | Unione per un Movimento Popolare | Sindaco |      |

### Gemellaggi
- Mirandola (MO), dal 1958;
- Dunaújváros, dal 1958;
- Neubrandenburg, dal 1966;
- Jambol, dal 1974;
- Vila Franca de Xira, dal 1978.

## Sport
Villejuif dispone di diversi impianti sportivi utilizzati da molte associazioni sportive, tra cui due stadi (intitolati a Gabriel Thibault e Louis Dolly), tre complessi sportivi (Guy Boniface, Maurice Baquet e Karl Marx), quattro palestre e diversi altri impianti per boxe, tennis, tiro con l'arco.
La piscina Yuri Gagarin dispone di tre vasche (olimpionica all'aperto; 25 metri, piccola e per bambini all'interno) un'area per la fitness-pesistica e un sistema di riscaldamento geotermico dell'acqua.
La union sportive de Villejuif (US Villejuif oppure USV) raggruppa la maggior parte dei club cittadini, fornendo assistenza e coordinamento, in particolare per i viaggi e le trasferte. La squadra maschile di hockey su pista della US Villejuif Roller ha militato nella prima divisione nazionale fino alla stagione 2011-2012, mentre la squadra maschile dell'USV volley nel campionato Nazionale 2 di pallavolo. L'USV include molti altri sport di squadra (rugby, pallamano, calcio e basket) e individuali (boxe, scherma e ginnastica).
Esistono altre associazioni sportive, tra cui la cui ASFI per l'atletica leggera e il club Hautes Bruyeres per il calcio a cinque.
Ogni anno la città organizza la corrida des Hautes-Bruyères, evento sportivo che include diverse gare tra cui la prova da 10 chilometri riconosciuta dalla federazione francese di atletica. La corrida conclude le "Giornate della pace" e vi partecipano anche le delegazioni delle città gemellate.